# 洛桑·尼玛
洛桑·尼玛（藏語：བློ་བཟང་ཉི་མ་，威利转写：blo bzang nyi ma；1968年9月9日—1995年10月2日），汉名杨虹（也有作杨洪、杨宏），四川康定人，中国大陆藏族相声演员。父親是藏族，母親是漢族。1993年因表演系列相聲《洛桑学艺》走紅。1995年因酒后驾驶追尾抛锚的一辆大货车罹难，年仅27岁。

## 生平
1981年，洛桑13岁考入中央民族学院音乐舞蹈系，1986年7月毕业並考入中华全国总工会文工团歌舞团任舞蹈演员。1988年，洛桑從歌舞团借調至说唱团，並與郭德綱相識。1989年學潮爆發後隨郭德綱進津發展，後返回家鄉，同年結識了尹博林。
尹博林发现洛桑有著极强的模仿力和口技功夫，逐开始带洛桑排练自己创作的相声，当时尹博林是全总文工团一名钢琴师，洛桑是藏族舞蹈演员，此举引发团内许多议论和反对声音。1992年两人在中央电视台《曲苑杂坛》第十期节目中合作表演口技相声《摹仿》，但未走红。后经《曲苑杂坛》节目组包装，1993年他與尹博林合作表演的相聲節目《洛桑学艺》系列走红。他曾在該節目中模仿喜劇演員趙本山，成為了模仿趙本山的第一人，他也在同一集中模仿配音員李揚在電影《莫斯科保衛戰》中所配音的阿道夫·希特勒，其後他還在續集中以模仿各種特色的樂器和舞蹈及聲音而讓他更加知名。1994年，洛桑獲得了中國曲藝家協會94新人獎。
1995年10月2日，洛桑因酒后驾驶追尾抛锚的一辆大货车罹难，因傷勢太重，送往醫院急救時仍然宣告不治，年仅27岁。洛桑去世後，尹博林逐漸淡出相聲界。
2004年，洛桑的父亲杨仁清和母亲张瑞宇将洛桑的骨灰从康定迁葬于青城山味江陵园名人园，並由相声大师马季在洛桑的墓地写下“前不见古人，后不见来者”的碑文，碑文出自陈子昂的詩《登幽州台歌》。

## 作品列表

### 電視節目
| 年份   | 播出節目     | 角色 | 附註 |
| ------ | ------------ | ---- | ---- |
| 1993年 | 《边关情仇》 |      |      |

### 電視晚會
| 年份   | 播出節目                     | 附註                           |
| ------ | ---------------------------- | ------------------------------ |
| 1995年 | 《中央廣播電視總台六一晚會》 | 洛桑生前演出的最後一部電視節目 |

### 相聲節目[5]
| 年份   | 播出節目          | 相聲系列                           | 單集主題             |
| ------ | ----------------- | ---------------------------------- | -------------------- |
| 1993年 | CCTV3《曲苑雜壇》 | 《洛桑學藝》系列作品，與尹博林相聲 |                      |
| 1993年 | CCTV3《曲苑雜壇》 | 《洛桑學藝》系列作品，與尹博林相聲 | 之一 學相聲          |
| 1993年 | CCTV3《曲苑雜壇》 | 《洛桑學藝》系列作品，與尹博林相聲 | 之二 學樂器          |
| 1993年 | CCTV3《曲苑雜壇》 | 《洛桑學藝》系列作品，與尹博林相聲 | 之三 學唱歌          |
| 1993年 | CCTV3《曲苑雜壇》 | 《洛桑學藝》系列作品，與尹博林相聲 | 之四 學舞蹈          |
| 1993年 | CCTV3《曲苑雜壇》 | 《洛桑學藝》系列作品，與尹博林相聲 | 之五 香港演出        |
| 1993年 | CCTV3《曲苑雜壇》 | 《洛桑學藝》系列作品，與尹博林相聲 | 之六 學配音          |
| 1994年 | CCTV3《曲苑雜壇》 | 《洛桑學藝》特別節目，與尹博林相聲 | 洛桑學藝（元宵節版） |
| 1994年 | CCTV3《曲苑雜壇》 | 《洛桑學藝》特別節目，與尹博林相聲 | 洛桑學藝：森林歷險記 |

## 獎項
| 年份   | 頒獎典禮       | 獎項     | 作品         | 結果 |
| ------ | -------------- | -------- | ------------ | ---- |
| 1994年 | 中國曲藝家協會 | 94新人獎 | 《洛桑學藝》 | 獲獎 |